# Kansas City Shuffle
Kansas City Shuffle ist ein Lied des Jazzpianisten Bennie Moten.

## Geschichte
Das Lied wurde im Jahr 1926 in Chicago aufgenommen. Das Stück dauert knapp 3 Minuten und wurde vom Kansas City Orchestra im Shufflerhythmus gespielt. Gecovert wurde der Song im Jahre 2006 von Joshua Ralph als Soundtrack zum Film Lucky Number Slevin.

## Einsatz im Film
In Lucky Number Slevin wird mit Kansas City Shuffle ein Ablenkungsmanöver beschrieben, das laut Mr. Goodkat (Bruce Willis) deshalb funktioniert, weil „alle Welt nach rechts guckt, während du linksrum gehst.“ (Im englischen Original: “when everybody looks right, you go left.”) Angewendet wird der Kansas City Shuffle, um an zwei gut bewachte Mafia-Bosse heranzukommen, indem die Hauptfigur Slevin Kelevra (Josh Hartnett) durch Mr. Goodkat unter falschem Namen als Lockvogel ins Spiel gebracht wird. Am Ende des Films erfährt der Zuschauer, dass der Name des Ablenkungsmanövers von dem Lied kam, das Jahrzehnte zuvor beim Einschalten des Autoradios gerade lief.